# Каляноиды
Каляноиды, или каляниды, или калани́ды (лат. Calanoida) — отряд мелких планктонных ракообразных из подкласса веслоногих (Copepoda). Около 2000 видов.

## Описание
Важнейший компонент зоопланктона морей и континентальных водоёмов.
Встречаются почти повсеместно. Микроскопического размера (обычно 0,5 — 5 мм). Массовые виды морских каляноидных копепод (Calanus finmarchicus, Neocalanus plumchrus, Eucalanus bungii, Pseudocalanus neumani и др.) имеют большое значение, так как ими питаются многие промысловые рыбы (сельди, сардины, анчоусы, кильки), молодь рыб, а также усатые киты.
Calanus finmarchicus составляет 90 % планктона Баренцева моря, вода которого приобретает красноватый цвет благодаря буровато-красному жиру, содержащимуся в рачках.

## Систематика
Более 40 семейств, 10 надсемейств (Arietelloidea — Bathypontioidea — Clausocalanoidea — Calanoidea — Diaptomoidea — Epacteriscoidea — Eucalanoidea — Pseudocyclopoidea — Ryocalanoidea — Spinocalanoidea) и около 2000 видов.
- Acartiidae
- Aetideidae
- Arctokonstantinidae
- Arietellidae
- Augaptilidae
- Bathypontiidae
- Boholinidae
- Calanidae
- Calocalanidae
- Candaciidae
- Centropagidae
- Clausocalanidae
- Diaixidae
- Diaptomidae
- Discoidae
- Epacteriscidae
- Eucalanidae
- Euchaetidae
- Fosshageniidae
- Heterorhabdidae
- Hyperbionychidae
- Lucicutiidae
- Mecynoceridae
- Megacalanidae
- Mesaiokeratidae
- Metridinidae
- Nullosetigeridae
- Paracalanidae
- Parapontellidae
- Parkiidae
- Phaennidae
- Phyllopodidae
- Pontellidae
- Pseudocyclopidae
- Pseudocyclopiidae
- Pseudodiaptomidae
- Rhincalanidae
- Ridgewayiidae
- Ryocalanidae
- Scolecitrichidae
- Spinocalanidae
- Stephidae
- Subeucalanidae
- Sulcanidae
- Temoridae
- Tharybidae
- Tortanidae